# Atlantoserolis venusta
Atlantoserolis venusta là một loài chân đều trong họ Serolidae. Loài này được Moreira miêu tả khoa học năm 1977.